# Al-Múndir de Córdoba
Al-Múndir (Córdoba, 844 – Bobastro, 888), sexto emir independiente de al-Ándalus. Sucedió en el trono a su padre Mohámed I en 886; reinó solo dos años. Su madre fue Ailo.

## Biografía
Durante el reinado de su padre, recibió el mando en las operaciones militares contra los cristianos y muladíes rebeldes. En el año 865 dirigió una operación en el valle del Duero contra Ordoño I que fracasó parcialmente. De regreso a Córdoba, derrotó en Burgos a Rodrigo, conde de Castilla, lo que hizo retroceder las fronteras cristianas hacia el norte. Intentó conquistar León, Zamora y Astorga pero Alfonso III le venció en Valdemora en 878. Llevó a cabo una expedición contra los Banu Qasi y Alfonso III, pero fue derrotado en el año 883 en la batalla de Cellorigo. Sin embargo, en 884 tuvo éxito en la expulsión de Ibn Marwán de Badajoz.
En los años de su reinado se concentró en combatir sin éxito al rebelde Ómar ben Hafsún. Falleció precisamente asediando la principal fortaleza de este, Bobastro, el 23 de junio del 888, tras un año, once meses y doce días de reinado. Le sucedió su hermano Abdalá I, instigador al parecer de su muerte —parece que hizo que el médico de su hermano lo sangrase con una lanceta envenenada—.
Ibn Idhari lo retrata así: «Moreno, de cabello ensortijado...tenía el rostro marcado de viruelas.»
| Predecesor: Mohámed I | Emir de Córdoba 886-888 | Sucesor: Abdalá I |